# Gravity Probe B
Gravity Probe B (GP-B) – amerykańska misja badawcza rozpoczęta w 2004, której celem było zmierzenie krzywizny czasoprzestrzeni w okolicach Ziemi, w szczególności tensora napięć-energii, co pozwoliło na przetestowanie dokładności ogólnej teorii względności. Zmierzony efekt geodezyjny „wynosił” −6601,8±18,3 milisekund kątowych/rok, a efekt wleczenia czasoprzestrzeni za Ziemią −37,2±7,2 milisekund kątowych/rok, gdy tymczasem wartości przewidywane przez OTW to odpowiednio −6606,1 milisekund kątowych/rok i −39,2 milisekund kątowych/rok.
Gravity Probe B był finansowany przez NASA, realizowany przez firmę Lockheed Martin i zarządzany przez wydział fizyki Stanford University.

## Zasada działania
Eksperyment został przeprowadzony za pomocą czterech żyroskopów umieszczonych na satelicie oraz teleskopu referencyjnego, skierowanego na IM Pegasi, układ podwójny w gwiazdozbiorze Pegaza. Ponieważ orbita satelity przebiega nad biegunami, zakrzywienie i wleczenie wywołują efekty w dwóch prostopadłych kierunkach, to zmierzono je niezależnie.
Same żyroskopy są najbardziej kulistymi obiektami wytworzonymi przez ludzkość. Wykonane są z kwarcu pokrytego cienką warstwą niobu. Ich średnica wynosi 1,5 cala (niecałe 4 cm), a nierówności na ich powierzchni mają wysokość poniżej 40 atomów.
Obracały się w termosie (o pojemności 2500 litrów) z nadciekłym helem, w temperaturze 1,65 K (−271,5 °C). Minimalizowało to szum termiczny i sprawiało, że odpowiednie elementy żyroskopów były w stanie nadprzewodzącym. Odchylenia osi obrotu były mierzone za pomocą urządzeń SQUID.
Odizolowanie żyroskopów od wszelkich zaburzeń pozwoliło zmierzyć, jak czasoprzestrzeń jest zakrzywiona przez Ziemię, oraz, co istotniejsze, czy i jak obracająca się Ziemia „wlecze” czasoprzestrzeń wokół siebie, wywołując efekty grawitomagnetyczne, analogiczne do magnetycznych w elektrodynamice. Wcześniejsze eksperymenty LAGEOS przeprowadzone w 1997 i 2004 roku potwierdziły za pomocą pomiarów laserowych efekt wleczenia układów inercjalnych z dokładnością kolejno około 20 i 10 procent.

## Wyniki
W lutym 2007 kierownictwo misji ogłosiło, że duża ilość nieoczekiwanych sygnałów utrudnia analizę danych. W efekcie ogłoszenie ostatecznych wyników przesunięto początkowo na grudzień 2007. W kwietniu ogłoszono wstępne wyniki, potwierdzające efekty zakrzywienia przestrzeni z zakładaną dokładnością 1%.
Satelita został wyłączony w grudniu 2010, natomiast ostateczny raport potwierdzający einsteinowskie teorie został ogłoszony w 2011 roku.